# A nyakék nyomában
A nyakék nyomában (eredeti cím: Blood and Wine) 1996-ban bemutatott amerikai–brit neo-noir bűnügyi thriller, melyet Bob Rafelson rendezett. A főbb szerepekben Jack Nicholson, Stephen Dorff, Jennifer Lopez, Judy Davis és Michael Caine látható.
Rafelson állítása szerint a film egy Nicholsonnal készült, nem hivatalos trilógiájának a befejező része volt, az Öt könnyű darab (1970) és A Marvin Gardens királya (1972) után.

## Szereplők
| Színész          | Szerep         | Magyar hang   |
| ---------------- | -------------- | ------------- |
| Jack Nicholson   | Alex Gates     | Bodrogi Gyula |
| Stephen Dorff    | Jason          | Seder Gábor   |
| Jennifer Lopez   | Gabriela       | Hámori Eszter |
| Judy Davis       | Suzanne Gates  | Hámori Ildikó |
| Michael Caine    | Victor Spansky | Tordy Géza    |
| Harold Perrineau | Henry          | Széles Tamás  |
| Robyn Peterson   | Dina Reese     |               |
| Mike Starr       | Mike           | Orosz István  |
| John Seitz       | Frank Reese    |               |

## Fordítás
Ez a szócikk részben vagy egészben  a   Blood and Wine című angol Wikipédia-szócikk fordításán alapul.  Az eredeti cikk szerkesztőit annak laptörténete sorolja fel. Ez a jelzés csupán a megfogalmazás eredetét és a szerzői jogokat jelzi, nem szolgál a cikkben szereplő információk forrásmegjelöléseként.